# 皮拉佩马斯
皮拉佩马斯是巴西马拉尼昂州的一个市镇。总面积688.737平方公里，总人口15026人，人口密度21.8人/平方公里。